# Санкилоти
Санкилоти (фр. Sansculottes, голаћ, безгаћник) је назив који је француска аристократија почела да користи у периоду самог почетка Француске револуције (1790—1792) за париске раднике и сиромахе, који за разлику од француске аристократије нису носили кратке чакшире (фр. culottes, панталоне до колена) него дуге панталоне погодне за рад. Санкилоти су према томе били људи који су живели од физичког рада, попут радника, малих занатлија, носача, крчмара итд. Термин се касније почео употребљавати и за лоше обучене и опремљене добровољце у револуционарној војсци током почетка Француских револуционарних ратова. Пошто су бројни санкилоти били организовани у народне гарде, оружану снагу француске револуције, одатле термин постаје и синоним за родољуба, пролетера у доба француске револуције. Са друге стране, постали су политички утицајни кад су подржавали јакобинце, међутим имали су и различите политичке циљеве. Одатле термин санкилот може означавати и екстремног присталицу радничке класе. Данас се термин санкилотизам може користити и за радикалне егалитаристичке републиканске принципе.
Санкилот је првобитно означавао карикатуру радничке класе, али се брзо развио у уобичајни назив за побуњени пролетаријат који је захватила револуција. Санкилоти су се често препознали по „јакобинској капи“ (фригијска капа) и међусобним ословљавањем са citoyen - грађанин уместо са monsieur - господин.
У доба револуције брзо су се етаблирали као чврста политичка снага. Санкилоте сучинили радници и малограђанства и представљали су суштинску народну владу. Политички били су организовани у секције Париза и у општинском одбору града Париза. Одавде су често организоване народне буне.
За време владавине терора јакобинаца санкилоти су подржавали јакобинце, за које су се надали да ће испунити њихове захтеве за социјалну правду. Јакобинци су одредили максималну висину цена хране, да би се у току рата осигурало снабдевање војске и становништва. Осим тога је устав из 1793, који је усвојен али никада спроведен, предвиђао државну подршку сиромашнима и државни школски систем, што је било у елементарном интересу нижих слојева.
Санкилоти су имали велики утицај током владавине терора и залагали су се за погубљење свих које су лидери сматрали корумпираним или нелојалним. Санкилоти су кориштени као политичко оружје од стране Робеспјера како би се отарасио непријатеља Револуције. Робеспјер је држао ватрене мотивационе говоре о моралу и слободи што је мотивисало санкилоте, чија је жеља за променама и склоност ка насиљу учинили ову групу неопходном током спровођења терора.
Са друге стране, за време владавине терора јакобинаца исто тако је и ограничено политичко деловање у секцијама, због чега су јакобинци почели да губе подршку санкилота. Санкилоти су се разишли од јакобинаца, кад су лето 1794. поред висине цена хране одређене и максималне висине зарада. Кад је срушен Робеспјер само мали број санкилота кренуо да спасава владавину јакобинаца. Дошло је до краја владавине терора, а истовремено, санкилоти су изгубили свој политички утицај. Међутим, и даље су захтевали хлеб и устав из 1793. године. У периоду након Термидорске реакције санкилоти и друге крајње левичарске политичке фракције биле су прогањане од стране других мање радикалних политичких група.
По санкилотима названи су санкилотиди, додатни дани у републиканском календару.